# Xanthoparmelia coriacea
Xanthoparmelia coriacea är en lavart som beskrevs av Hale. Xanthoparmelia coriacea ingår i släktet Xanthoparmelia och familjen Parmeliaceae.   Inga underarter finns listade i Catalogue of Life.